# Nimrod (Edward Elgar)
Nimrod er en sats i Edward Elgars orkesterværk Enigma-variationer, eller egentlig Variations on an Original Theme (opus 36).
Nimrod er den 9. sats i værket og har tempobetegnelsen adagio.
Den er oprindelig sat i es-dur og 3/4-takt for symfoniorkester.
Hver enkelt sats i Enigma-variationer er knyttet til en person.
Nimrod er knyttet til Elgars ven August J. Jaeger.
Titlen "Nimrod" er et ordspil på Jaeger (jæger): Den bibelske figur Nimrod var "så vældig en jæger" ifølge Biblens Første Mosebog kapitel 10.
Nimrod var frugten en samtale Elgar havde med Jaeger om Ludvig van Beethovens langsomme satser.
Nimrod lægger ud med orkestering i strygerne, hvor første violinerne spiller:
Carl Nielsens Jeg ved en lærkerede fra 1926 har reminiscenser til Elgars begyndende opgang, derved at tonehøjderne til noderne ved "ved en lærkere-" følger Elgars første fem noder.
Elgar selv var ifølge Dora Penny inspireret af den langsomme sats i Beethovens Pathetique-sonate.
Kenneth og Valerie McLeish har kaldt satsen "en af de smukkeste langsomme satser, der nogensinde er skrevet af en englænder",
mens en dansk anmelder kaldte den Enigma-variationernes "hovedattraktion".
Satsen er indspillet af blandt andre Leonard Bernstein som dirigent.
Nimrod er bearbejdet flere gange.
John Cameron har arrangeret Elgars musik for otte-stemmig kor hvor han sætter musikken til den latinske tekst af Lux Aeterna.
Det otte-stemmer store a cappella kor VOCES8 har indspillet Lux Aeterna.
Engelsk tekst til Nimrod findes også: "We Will Stand Together" lyder første linje.
Omend Elgars Pomp and Circumstance nok er mere benyttet, er Nimrod også ganske ofte benyttet som filmmusik.
I Christopher Nolans film Dunkirk fra 2017 fletter komponisterne Hans Zimmer og Benjamin Wallfisch effektfuldt Nimrod-temaet ind i deres originalt komponeret underlægningsmusik.
Nimrod er ofte brugt ved begravelser i Storbritannien.
En opgørelse i 2012 fandt at det var det mest benyttede stykke klassiske musik ved kirkelige begravelser i dette land.
Den spilles også ved Remembrance Sunday den 11. november.